# Indiophonus
Indiophonus pilosus es una  especie de coleóptero adéfago de la familia Carabidae y el único miembro del género monotípico Indiophonus.